# CAMM飛彈
CAMM飛彈（英語：Common Anti-Air Modular Missile，意為“通用防空模組化飛彈”）是歐洲飛彈集團英國部門為英國開發的一系列防空飛彈。CAMM飛彈家族與先進短程空對空飛彈（ASRAAM）具有一些共同的功能和組件，但具有更新穎的電子設備和主動雷達尋標彈頭。
此系統由於有助於更新迭代皇家空軍服役的ASRAAM飛彈而受到軍方高度重視。自2018年以來，CAMM飛彈家族中的艦載型海上捕手（Sea Ceptor）飛彈發射系統正逐步取代英國皇家海軍23型巡防艦上的海狼艦載防空飛彈。而陸基型陸上捕手（Land Ceptor）飛彈發射系統則自2021年起作為英國陸基天刀（Sky Sabre）防空系統的飛彈發射單元開始服役，並逐步取代準備退役的輕劍防空飛彈。
CAMM飛彈的增程型號CAMM-ER是英國與義大利共同開發的版本，能夠到達45公里以外的目標。2014年開始，MBDA與阿維布拉斯航太合作為巴西開發一款名為MV-AMA的CAMM飛彈衍生型號，具有40公里以上的射程，可用於阿斯特羅斯2020型多管火箭炮及艦載平台。目前歐洲飛彈集團正與波蘭合作開發射程超過100公里的大型CAMM-MR飛彈型號，以裝備於波蘭的劍魚級護衛艦、愛國者飛彈發射系統和英國的軍隊中。

## 發展
CAMM飛彈源自於歐洲飛彈集團及英國國防部聯合資助的技術展示計劃（Technology Demonstration Programme），此計劃屬於英國的未來本土防空系統（FLAADS, Future Local Area Air Defence System）計劃的一部分。而FLAADS又屬於英國綜合武裝團隊（Team Complex Weapons）計劃的一部分，旨在為英國軍隊提供各種先進武器以維持英國維護本土主權的能力。其中FLAADS將為英國軍隊提供一種針對空中威脅的新式通用武器平台，即CAMM飛彈，以裝備於英國陸海空三軍的各式武裝平台。英國軍方在FLAADS的早期階段確立了對該新型飛彈的性能標準，要求其必須能有效打擊“高速、高機動性能、低偵測性和具備先進對抗措施的敵方空中目標”。
技術展示計劃的第一階段致力於開發新式軟垂直發射技術、低成本主動雷達尋標彈頭、雙頻雙向數據鏈和可編程開放系統架構等技術。第二階段於2008年開始，涵蓋了適航子系統的製造、中期導引發射試驗以及在安多佛試驗噴射機上進行的機載型導引彈頭測試。軟垂直發射技術於發射卡車上進行一系列測試的驗證，最終於2011年5月試射成功。2012年1月，英國國防部授予歐洲飛彈集團一份價值4.83億英鎊的合約，以先行開發艦載型FLAADS取代23型巡防艦上的海狼艦載防空飛彈。

### 里程碑
- 2012年1月，歐洲飛彈集團和英國國防部宣布了一份價值4.83億英鎊的合約，以為皇家海軍開發艦載版本的CAMM飛彈，即「海上捕手」型號。[18]
- 2013年10月，紐西蘭皇家海軍決定為紐澳軍團級巡防艦的蒂卡哈號（HMNZS Te Kaha）和蒂瑪娜號（HMNZS Te Mana）裝備CAMM飛彈。[19]
- 2014年8月，智利海軍成為準備採購CAMM飛彈以為其23型巡防艦武裝的潛在外國客戶。[20]
- 2014年11月，巴西海軍選擇CAMM飛彈來裝備其未來的塔曼達級巡防艦。[21]
- 2015年1月，英國國防部宣布於2014年12月下旬與歐洲飛彈集團簽署了開發和製造協議。[22]
- 2016年5月，西班牙海軍選擇CAMM-ER飛彈來裝備其未來的F110級巡防艦。然而於2018年，西班牙改為使用第二批次（Block 2）的RIM-162進化型海麻雀飛彈。[23]
- 2017年9月，首枚海上捕手型號飛彈成功於海上由英國23型巡防艦亞蓋爾號發射。[24]
- 根據報導，2021年7月，陸基天刀防空系統已開始在皇家砲兵部隊進行驗收和訓練，並計劃於夏末秋初在福克蘭群島部署該系統。[25][26]
- 2022年3月，國防部長宣布部署天刀防空系統到波蘭，以應對俄羅斯入侵烏克蘭後俄羅斯進一步侵略的擔憂。[27]
- 2024年3月13日，MBDA宣布將會在2022年到2026年間將CAMM系列飛彈的月產量提高至兩倍。此外，MBDA也將把其位於英國博尔顿的生產工廠產能提高一倍，並開啟第二條生產線以生產CAMM-ER型飛彈。[28]

## 飛彈特性

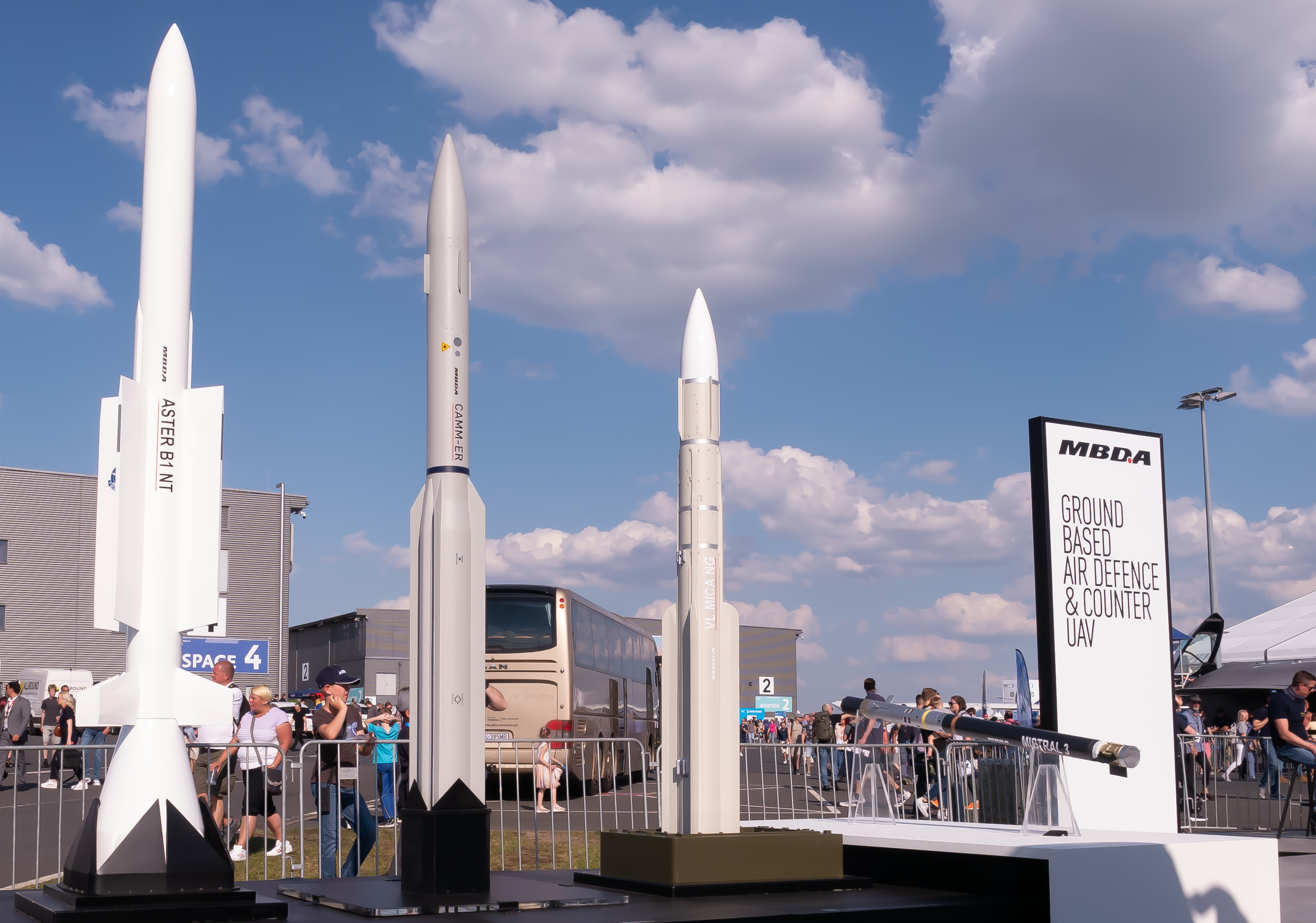
位於中間的飛彈是CAMM-ER飛彈。可見其加長的彈身及中部額外的十字邊條翼

CAMM飛彈是一種單點防禦和區域防禦飛彈，旨在應對複雜的飛彈和飛機攻擊。歐洲飛彈集團指出CAMM飛彈具有同時針對多個目標的高射速，能力與阿斯特15型防空飛彈相當。另外CAMM飛彈也通過使用模組化和低複雜度設計來降低開發成本。此外，此系統重複使用了75%以上為主要防空飛彈系統（PAAMS）開發的命令和控制軟體。CAMM系列飛彈的在10年保質期內採用免維護設計，彈藥在發射前一直安全地密封在發射管中。此飛彈的軟體採用開放系統架構，可以更輕鬆地與新感測器和戰鬥管理系統集成。此外，所有飛彈的安全性評級均為低敏度彈藥，可提高武器平台在遭受攻擊時的生存能力。CAMM飛彈系列的彈藥還可同時兼容於海軍和陸基的防空系統，使不同軍事部門之間能分享彈藥及庫存。
CAMM飛彈的最小作戰範圍小於1公里，最大射程大於25公里，儘管詹氏資訊集團的報告聲稱試驗已顯示出高達60公里的作戰能力。範圍明顯勝於1-10公里射程的海狼艦載防空飛彈及其他準備退役的系統。CAMM飛彈重99公斤，長3.2公尺，直徑16.6公分，最高速度達到3馬赫（或每秒1,020公尺）的超音速。
歐洲飛彈集團聲稱CAMM飛彈具有以下優點：
- 主動無線電導引彈頭設計降低對火控/照明雷達的性能要求。
- 雙向數據鏈。
- 提供全方位攻擊能力的軟垂直發射（SVL, Soft Vertical Launching）系统。此屬於一種冷發射系統，使用燃氣發生器將飛彈從垂直彈筒中彈出，可節省火箭引擎的燃料，縮減最小攔截範圍並增加射程，同時減少發射平台承受的壓力及熱傷害，降低維修成本。從佈局上看，此設計更加緊湊的大小得益於無需管理甲板上的熱氣流疏通，減少發射時產生的熱訊號，此設計用於陸基飛彈，可使垂直發射車能於樹木繁茂的地區或城市地區發射飛彈而不會導致人員熱傷害或火災。
- CAMM飛彈可自專用的發射筒發射，亦可兼容英軍現有的4聯裝垂直發射系統。[38]

CAMM飛彈具有稱作CAMM-ER的增程版本，由歐洲飛彈集團和Avio合作為義大利國防部開發。CAMM-ER與原版具有部分相同的特徵，不過新型Avio火箭引擎顯著增加了飛彈的作戰範圍至45公里，飛彈結構也經過部分重新設計。該飛彈重160公斤、長4.2公尺、直徑19公分。

## 發射平台

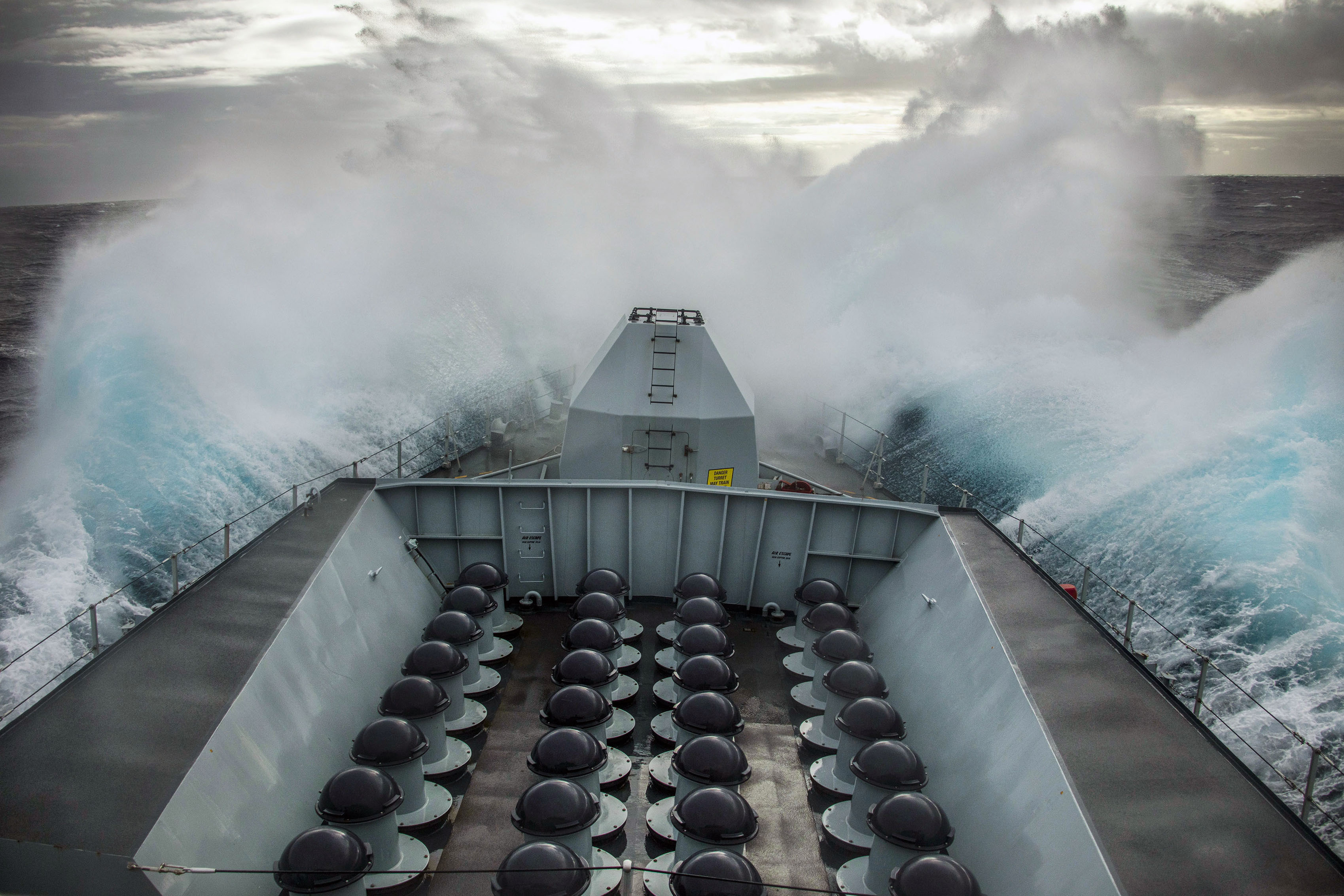
英國23型巡防艦蘭開斯特號上的「蘑菇田」海上捕手飛彈發射系統

### 海上
CAMM飛彈的艦載發射系統被稱為海上捕手（Sea Ceptor）。在英國皇家海軍中，由於飛彈垂直發射系統的圓帽設計，他也被官兵們暱稱為蘑菇田。
歐洲飛彈集團聲稱CAMM飛彈可廣泛打擊各種類型的目標，甚至能與小型海軍艦艇交戰，使飛彈發揮有限的對艦攻擊能力。23型巡防艦西敏號的防空軍官在試射后表示：“西敏號在訓練期間成功發掘出海上捕手的真實潛力，說它徹底改變艦載防空系統的交戰方式都算很輕描淡寫了。與它的前任們不同，這個系統能夠保護西敏號以外的艦船。無論是應對複數空中威脅還是快速來襲的攻擊機，海上捕手都代表了對23型巡防艦的大規模能力升級。”
使用CAMM-ER飛彈的艦載型飛彈發射系統被稱為信天翁NG（Albatros NG）。

### 地面

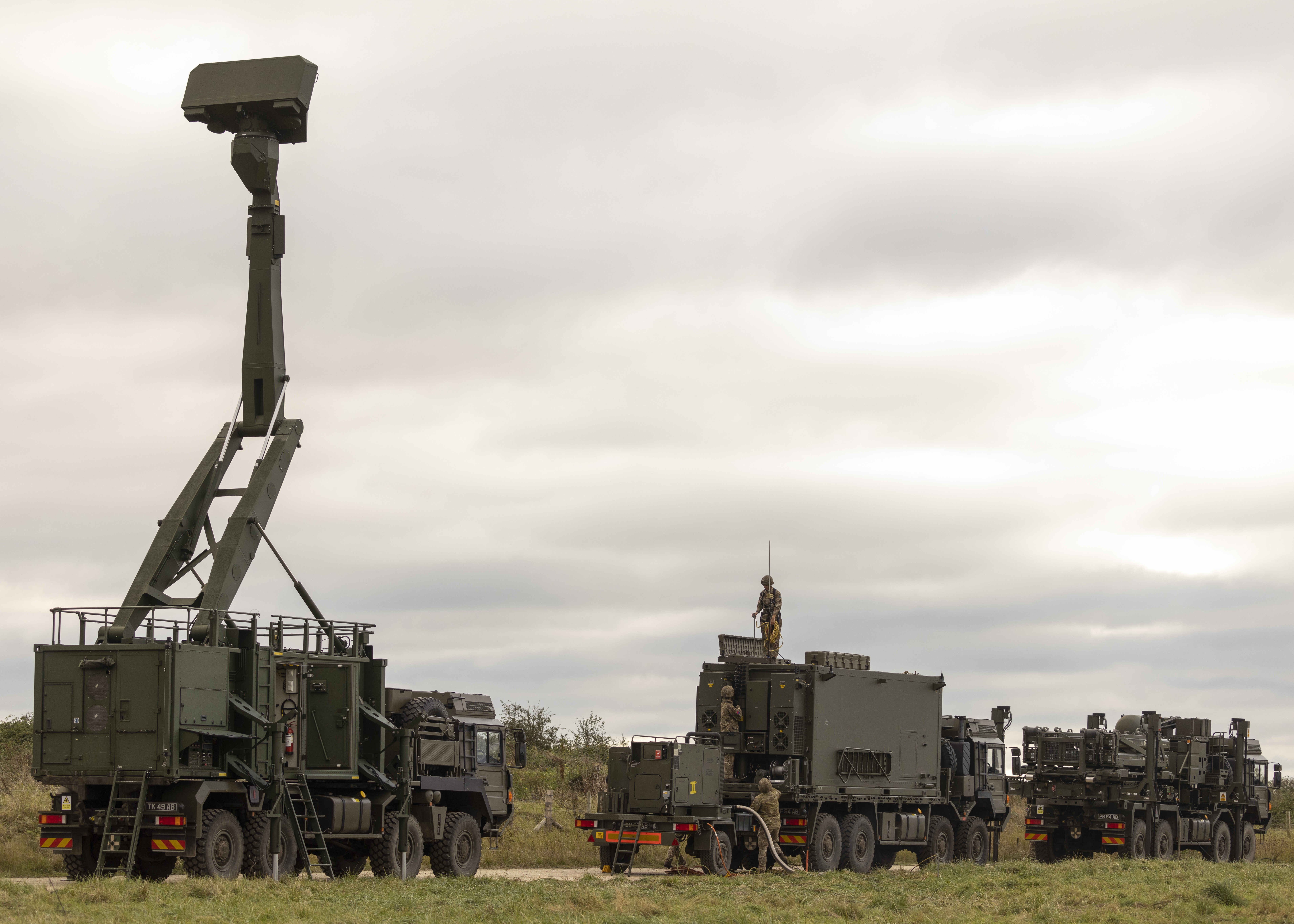
英國皇家砲兵的天刀防空飛彈系统。由左而右依序為：長頸鹿AMB型搜索雷達車、戰鬥管理指揮與控制通信車、陸上捕手飛彈發射車

陸基型飛彈發射系統被英國陸軍稱為陸上捕手（Land Ceptor），其與其他雷達、通訊及車輛單元共同組成天刀（Sky Sabre）防空系統。於2021年12月開始交付給皇家砲兵團。
天刀防空系統的射程是前任輕劍防空飛彈的3倍多。整個系統由陸上捕手飛彈發射系統、紳寶集團長頸鹿AMB型被動相控陣搜索雷達和拉斐爾先進防禦系統公司模組化集成C4I防空飛彈防禦系統（MIC4AD）組成，並全部安裝在MAN卡車上以達成機動化。陸上捕手飛彈發射車採用MBDA開發名為iLauncher的智慧型飛彈發射器，最多可發射8枚CAMM或CAMM-ER飛彈。iLauncher系統可為飛行中的飛彈提供雙向數據鏈路，還可以選擇性安裝光電瞄準系統，以用於被動捕捉發射器附近和視線範圍內的目標。此外，iLauncher系統能夠透過掛鉤設備自動裝載、卸載飛彈架，或在起重機的幫助下更換單一飛彈發射管。它也配備了獨立電源機組，使其可以從陸上捕手飛彈發射車上拆卸下來，並在必要時進行遠端操作。
歐洲飛彈集團有針對國外客戶銷售一種稱為“增強型模組化防空解決方案”（EMADS, Enhanced Modular Air Defence Solutions）的新型防空系統，可以安裝在車輛上並發射CAMM和CAMM-ER飛彈。目的是與各種外國現有和未來的地面防空指揮控制系統連結，以支持集成的分層防空結構。詳細的功能可根據客戶的首選工作方式進行訂製，從而提供卓越的操作靈活性。EMADS的各個組成系統能夠在彼此相距15公里的範圍內運行，從而允許各發射車分散在廣闊的區域內，以提高生存能力。
自2014年以來，MBDA與阿維布拉斯航太一直在合作為巴西開發名為MV-AMA（AVibras Medium-Altitude Missile）的CAMM飛彈衍生型號，以滿足巴西陸軍“戰略防空計劃”（Strategic Anti-Aircraft Defence Program）的需求。該飛彈預計射程為40公里，射高為15公里，並與國產阿斯特羅斯2020型多管火箭炮和艦載平台相容。巴西於該項目中預估佔有約70%的資金份額。

### 空中
最初，CAMM飛彈曾被認為會分別推出艦載、陸基及航空機載三種環境的版本，但後來人們認為僅開發陸基及艦載的CAMM飛彈更有效，然後再用技術成熟的ASRAAM短程空對空飛彈執行制空任務。不過，為CAMM飛彈開發的部分技術和零組件也被用於進行ASRAAM的升級。

## 作戰紀錄

### 英國
海上捕手飛彈發射系統於2018年5月在英國皇家海軍服役，亞蓋爾號（HMS Argyll）是第一艘部署該系统的23型巡防艦。
陸上捕手飛彈發射系統於2021年12月作為陸基防空系统的一部分交付給英國陸軍，並於2022年1月宣布投入使用。同月宣布首次部署到福克蘭群島，以取代現有的輕劍防空飛彈。2022年3月，英國宣布將在波蘭部署天刀防空系統，以在2022年俄羅斯入侵烏克蘭後加强北約的東翼。
2024年3月9日上午，英國皇家海軍首次在實戰中使用CAMM飛彈，當時里奇蒙號護衛艦在2023年紅海危機期間摧毀了2架胡塞武裝的無人機，目前尚不清楚皇家海軍在交戰中使用了多少枚飛彈。

## 藝廊

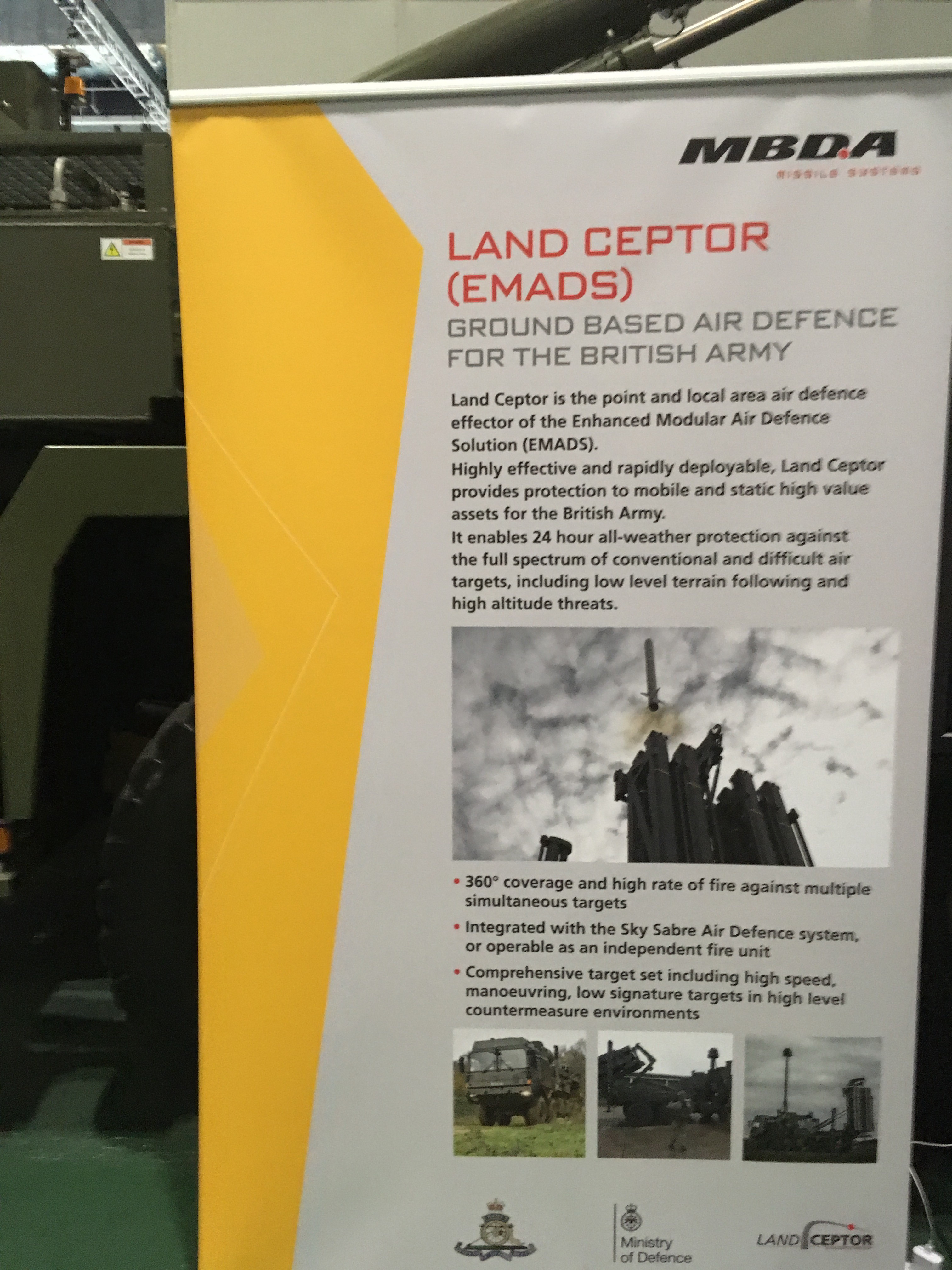
2019國際國安設備展（英语：DSEI）上對陸上捕手發射系統的介紹
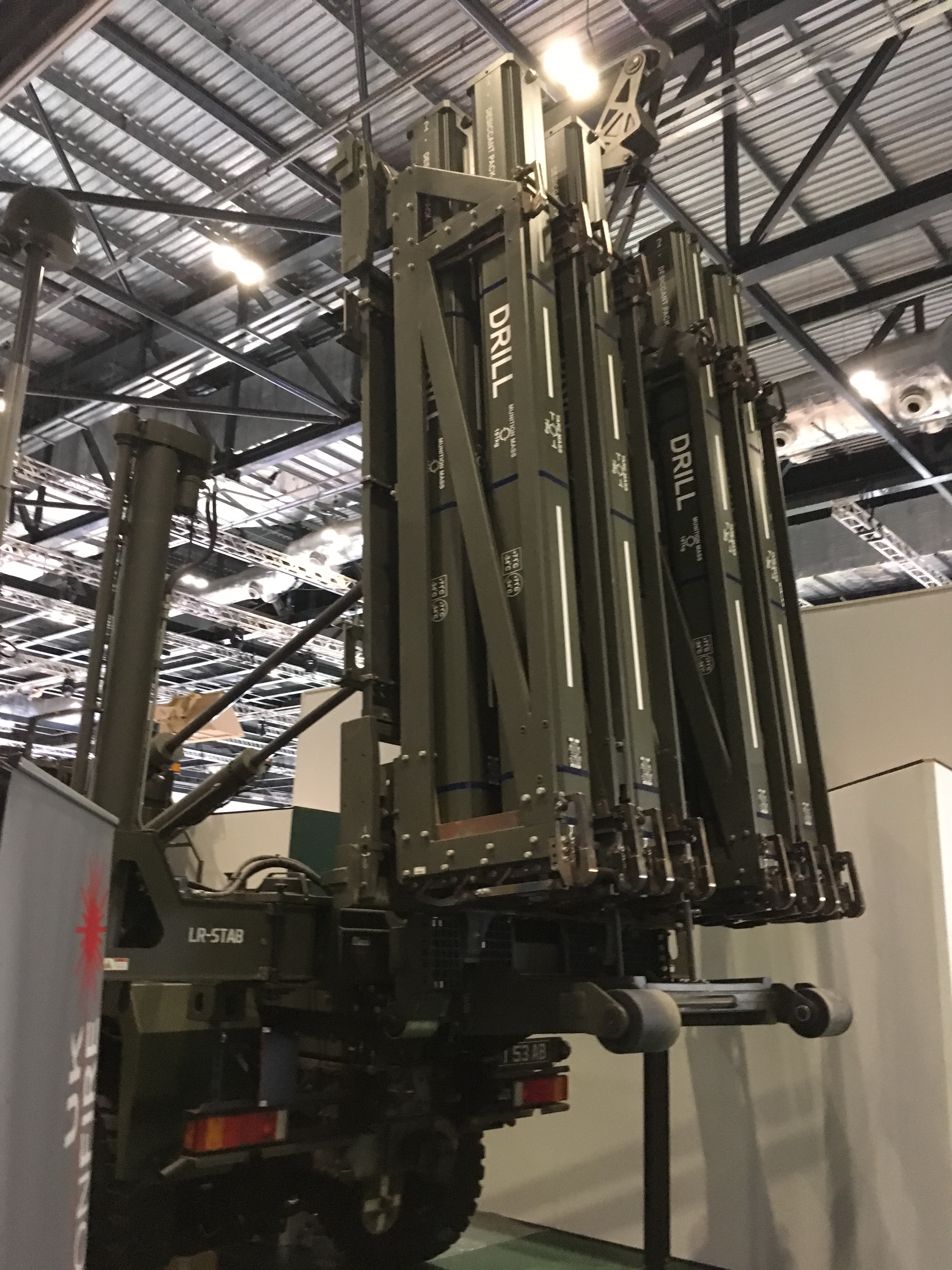
陸上捕手發射系統的垂直發射架
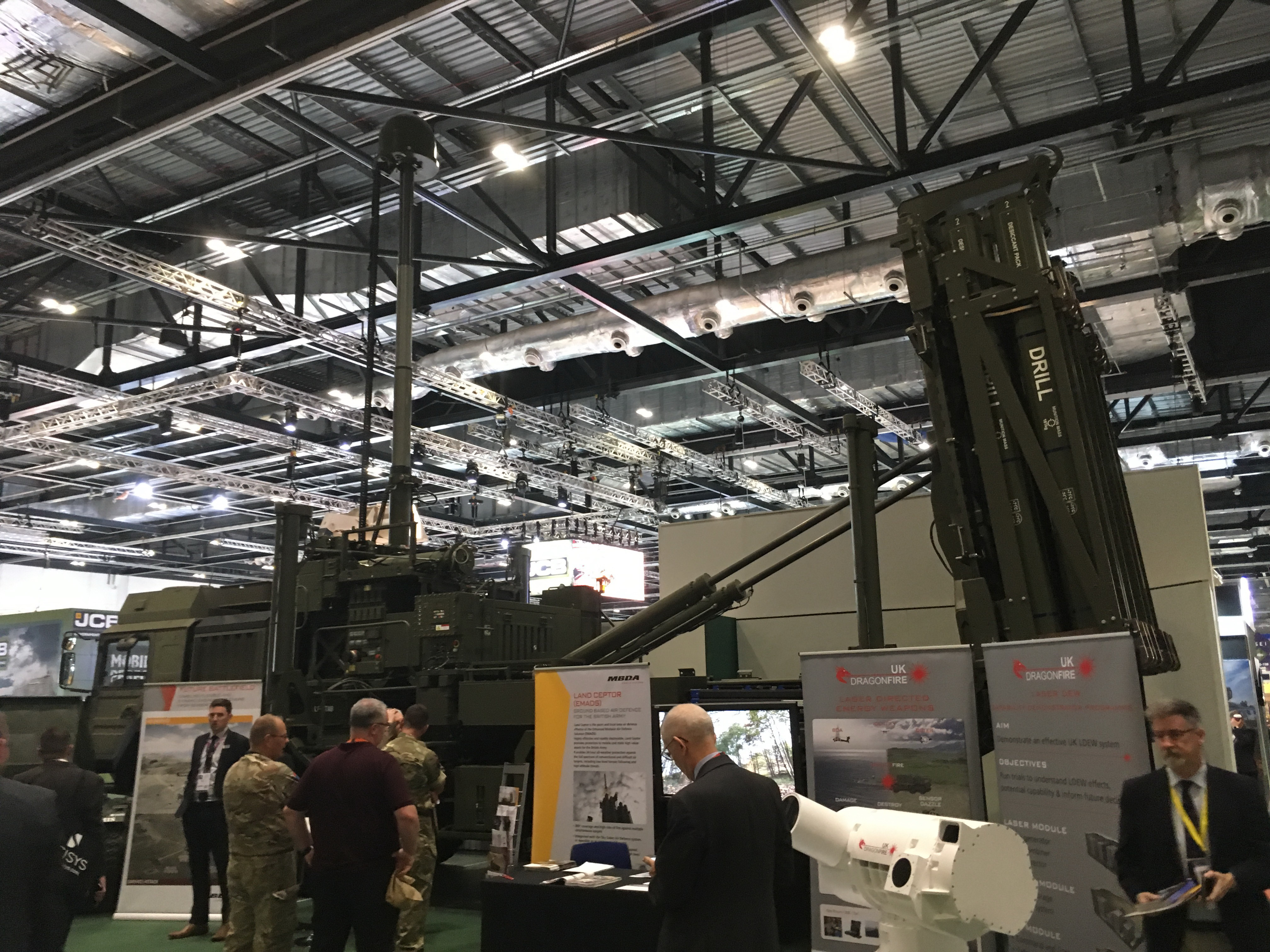
陸上捕手飛彈發射車
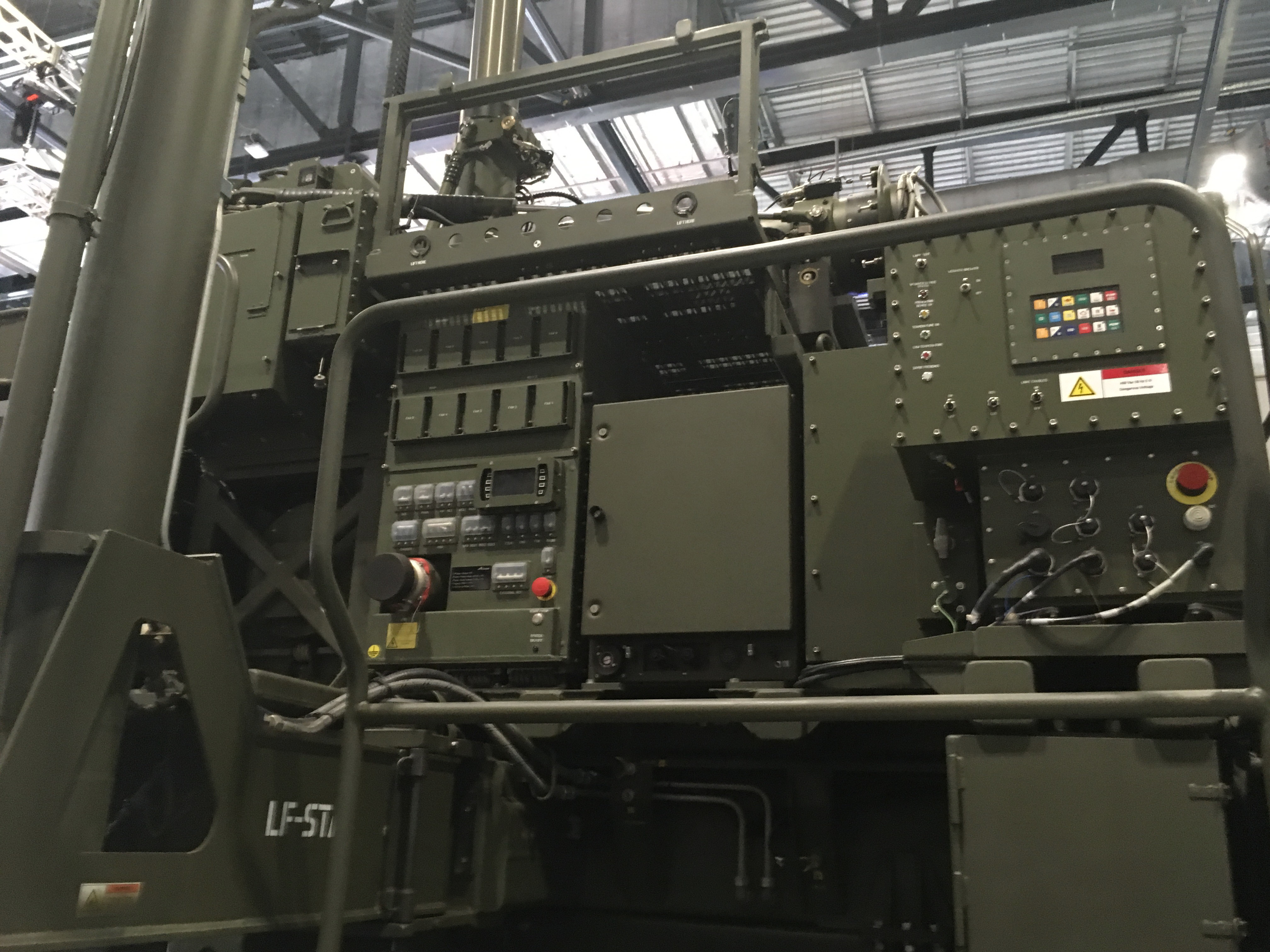
天刀防空系統的指揮單元
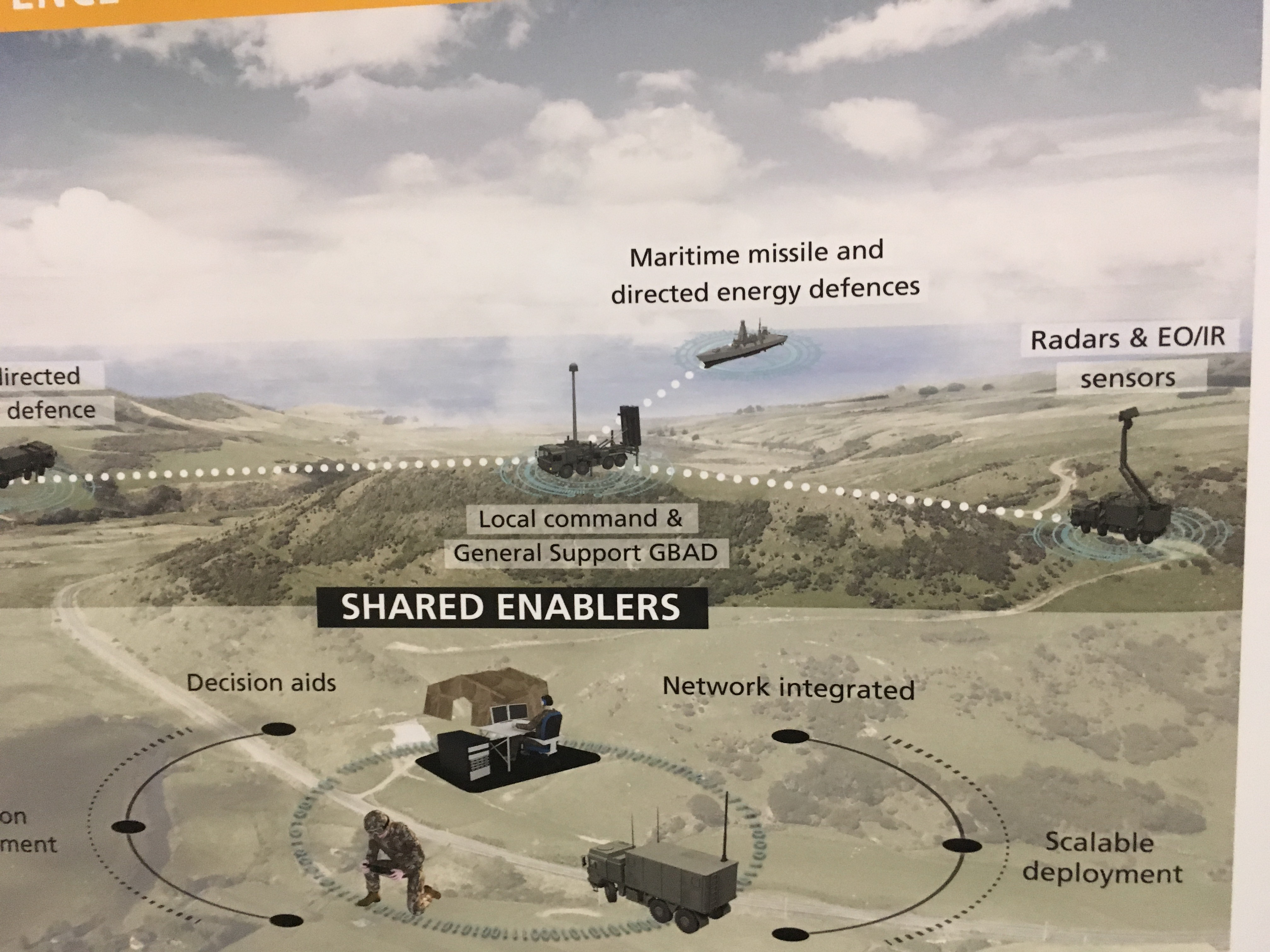
天刀防空系統的部署範圍及作戰特性介紹

## 使用國

使用國為藍色，未來使用國為深灰色

### 現役使用國
智利
- 智利海軍 - 替換現有23型巡防艦上的海狼艦載防空飛彈。[60]

 新西兰
- 紐西蘭皇家海軍 - 紐澳軍團級巡防艦升級。[19]

 英国
- 英國皇家海軍 - 海上捕手於2018年5月正式宣布服役，為23型巡防艦艦隊逐步替換掉原來的海狼艦載防空飛彈。海上捕手也將裝備26型巡防艦、31型巡防艦和45型驅逐艦。[29][61][62]
- 英國陸軍 - 天刀防空系統於2022年1月開始在皇家砲兵部隊服役，以取代輕劍防空飛彈。[26][55][63]

 波蘭
- 波蘭共和國軍 - CAMM飛彈於2021年11月被選為波蘭納雷夫陸基防空系統的一部分。[64]2022年4月，波蘭購買了2個CAMM飛彈系统的火力單元（1個砲兵連）作為過渡解決方案，直到納雷夫計劃的目標版本被開發出來。該套件包括總共6個iLauncher（每個火力單元3個）、2個ZDPSR Soła雷達、波蘭指揮系統、運輸車輛以及飛彈補給。[65]
- 10月4日，第一個全面投入使用的CAMM系列飛彈的防空系統“小納雷夫”被移交给扎莫希奇第18防空團的士兵。[66][67]

### 未來使用國
巴西
- 巴西海軍 - CAMM飛彈準備裝備於新型塔曼達級巡防艦。[21]
- 巴西海軍陸戰隊 - 歐洲飛彈集團為巴西客製化稱為AV-MMA的CAMM飛彈版本，可兼容Astros II MLRS多管火箭發射系統（英语：Astros II）並作為防空飛彈垂直發射。[68]

 加拿大
- 加拿大皇家海軍 - CAMM飛彈被選為加拿大水面作戰艦的迫近防空系統（CIADS）。[69]

 巴基斯坦
- 巴基斯坦海軍已選擇為其新型巴布爾級護衛艦裝備CAMM-ER飛彈。[70]

 義大利
- 義大利陸軍 - 集成CAMM-ER飛彈及奧瑞岡-康特拉韋斯的搜索跟蹤X-Tar三維雷達（PCMI/X-TAR 3D）的防空系統將取代原先使用天兵雷達系統的阿斯派德飛彈。
- 義大利空軍 - 集成CAMM-ER飛彈及李奧納多的克羅諾斯機動多功能雷達（MAADS/ronos LND）的防空系統將取代原先使用斯巴達雷達系統的阿斯派德飛彈。
- 義大利海軍 - CAMM-ER飛彈將取代原來的阿斯特15短程防空飛彈。

 波蘭
- 波蘭海軍 - CAMM飛彈於2022年3月入選波蘭劍魚級護衛艦（31型巡防艦）的艦載防空系統。[71]

 沙烏地阿拉伯
- 沙烏地阿拉伯皇家海軍 - CAMM飛彈將裝備於自由級近岸戰鬥艦（MMSC）。[72]

## 外部連結
- CAMM（海事應用） （页面存档备份，存于）
- 新飛彈系統保護艦隊免受空襲皇家海軍（2012年1月31日）
- Armyrecognition.com上的CAMM防空系統 （页面存档备份，存于）
- CAMM-ER（MBDA系統） （页面存档备份，存于）